# 昭王 (魏)
昭王（しょうおう）は、中国戦国時代の魏の君主（在位：紀元前296年 - 紀元前277年）。姓は姫、氏は魏、諱は遫（ちょく）。襄王の子。

## 生涯
襄王23年（紀元前296年）、襄王が死去すると、後を嗣いで魏王となった。昭王元年（紀元前295年）、秦の司馬錯の攻撃を受けて襄城を攻め落とされた。昭王2年（紀元前294年）、秦と解城で戦って敗れた。昭王3年（紀元前293年）、公孫喜の指揮のもと韓や周とともに24万の大軍を動員して秦を攻撃したが、秦の将軍の白起に伊闕で敗れた。
昭王6年（紀元前290年）、秦に河東の400里四方の地を割譲した。昭王7年（紀元前289年）、秦の攻撃により大小61の城を失陥した。昭王9年（紀元前287年）、秦軍に新垣と曲陽の城を攻め落とされた。
昭王10年（紀元前286年）、秦の司馬錯が河内を攻撃してきた。昭王は安邑を割譲して秦と講和し、秦は安邑の人々を魏に帰らせた。斉が宋を滅ぼし、宋の康王は魏に逃亡して温で死去した。
昭王12年（紀元前284年）、燕・秦・趙・韓とともに斉を攻撃し、済水の西で斉軍を撃破した。斉の湣王は首都の臨淄を棄てて逃亡した。昭王は秦の昭襄王と西周（王城）で会合した。昭王13年（紀元前283年）、秦軍に安城を攻め落とされた。秦軍が大梁に達したが、撤退した。
昭王19年（紀元前277年）、死去した。在位19年。